# Tillandsia elegans
Tillandsia elegans är en gräsväxtart som beskrevs av Lyman Bradford Smith. Tillandsia elegans ingår i släktet Tillandsia och familjen Bromeliaceae. Inga underarter finns listade i Catalogue of Life.